# کامننه ژهروویتسه
کامننه ژهروویتسه (به چکی: Kamenné Žehrovice) یک منطقهٔ مسکونی در جمهوری چک است که در شهرستان کلادنو واقع شده‌است. کامننه ژهروویتسه ۹٫۱۵ کیلومتر مربع مساحت و ۱٬۷۶۰ نفر جمعیت دارد و ۳۸۷ متر بالاتر از سطح دریا واقع شده‌است.